# Durst

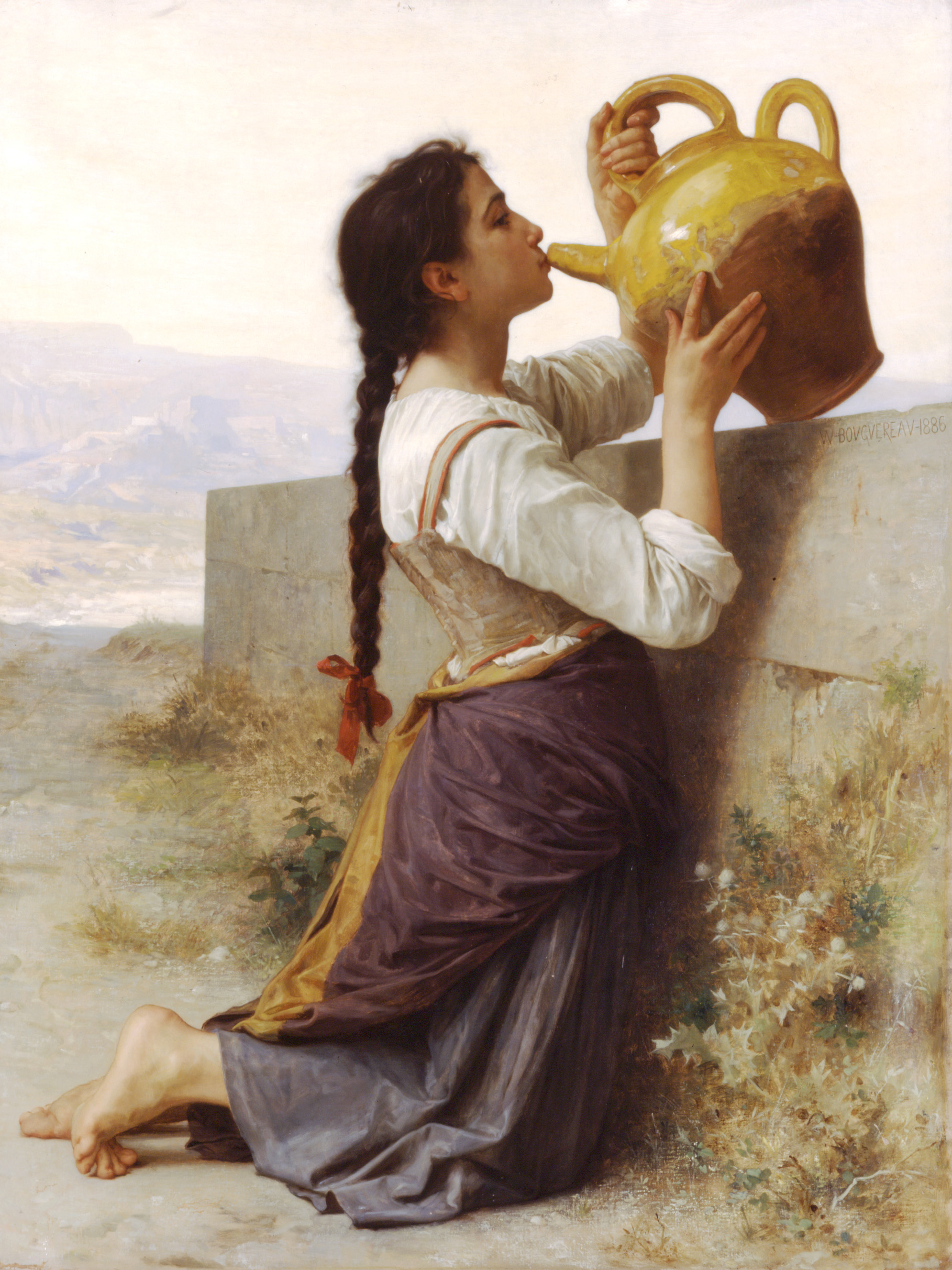
Durst (Gemälde von William-Adolphe Bouguereau, 1886)

Durst (von althochdeutsch durst, ursprünglich „Trockenheit [in der Kehle]“, lateinisch sitis) ist ein Signal des gesunden Körpers, das bei einem Flüssigkeitsdefizit oder bei einem Salzüberschuss verspürt wird. Es meldet damit ein existentielles Bedürfnis. Ihm folgt im Regelfall die Handlungsbereitschaft, zu trinken, um damit das Bedürfnis zu stillen. Mit entsprechender Flüssigkeitszufuhr wird eine Austrocknung verhindert.

## Flüssigkeitsbedarf
Der tägliche Flüssigkeitsbedarf eines Menschen hängt von seinem Volumenhaushalt ab. Bei Erwachsenen beträgt der tägliche Bedarf je nach Lebensalter zwischen 2,25 bis 2,7 Liter. Davon wird ein Teil über die Nahrung aufgenommen. Empfohlen wird derzeit häufig eine tägliche Trinkmenge von etwa 1,5 Litern, die aber abhängig von individuellen Bedingungen schwanken kann (Wetterlage, physische Anstrengung etc.).

## Physiologie

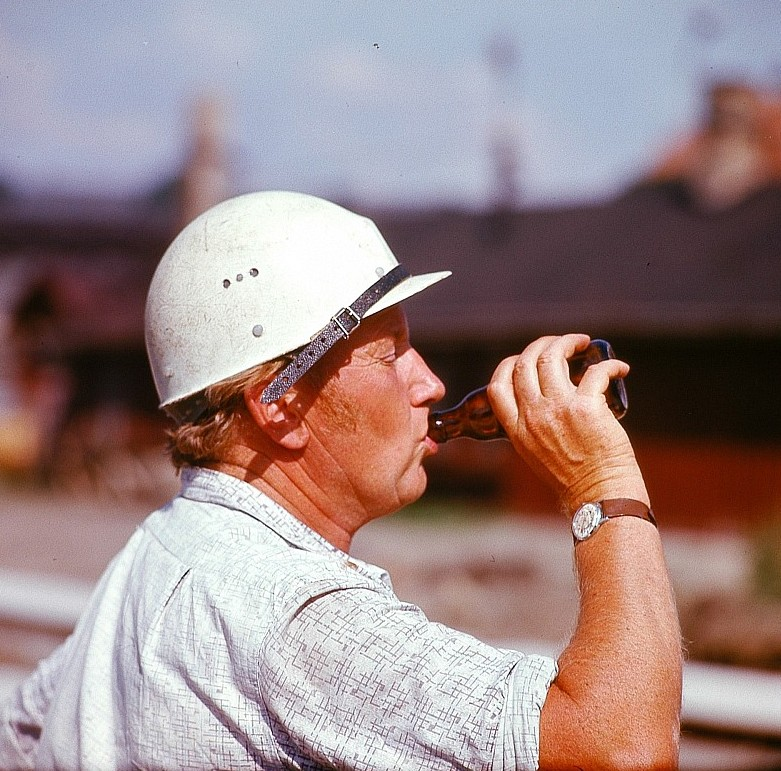
Durstlöschen bei Arbeit in der Sonne (Facharbeiter für Straßenbautechnik in Dresden 1973)

Der Körper verliert durch die normalen Ausscheidungsfunktionen, die Atmung, Verdunstung und Schwitzen regelmäßig Flüssigkeit. Bei körperlicher Anstrengung, Fieber, bestimmten Krankheiten oder durch akuten Blutverlust erhöht sich der Flüssigkeitsverlust entsprechend. Durst tritt dann auf, wenn diese Verluste nicht ausreichend ausgeglichen werden, z. B. bei fehlender Flüssigkeitszufuhr oder wenn ernährungs- bzw. erkrankungsbedingt ein Salzüberschuss besteht. Sinkt der Wasseranteil im Körper um circa 0,5 %, wird dies im Gehirn (von Osmorezeptoren im Nucleus supraopticus des Hypothalamus und Durstrezeptoren Lamina terminalis  im Vorderhirn) registriert und das Verlangen nach Flüssigkeit ausgelöst.
Ab einem Verlust von circa 10 % Flüssigkeit wird weniger Speichel produziert; es kommt zu einem Trockenheitsgefühl im Mund und zu Sprachstörungen.
Weiterer Flüssigkeitsverlust wird durch Produktion des Antidiuretischen Hormons (ADH bzw. Vasopressin) weitgehend eingeschränkt, da es – ausgeschüttet in der Neurohypophyse – die Wasserrückresorption in der Niere steigert. In der Niere befinden sich ebenfalls Osmorezeptoren, welche über das Renin-Angiotensin-Aldosteron-System induzieren, wodurch die Nebennierenrinde vermehrt das Hormon Aldosteron ausschüttet. Auch dieses steigert die Wasserrückresorption durch gesteigerte Na+-Rückresorption.
Da es nach erfolgter Flüssigkeitsaufnahme mehrere dutzend Minuten bis zur tatsächlichen Resorption der Flüssigkeit in den Kreislauf dauert, erfolgt nach dem vorläufigen Stand der Forschung die Durstlöschung mittels zweier neuronaler Phasen: eine "präabsorptive" Phase, welches basierend auf Sinnesreizen von Mund, Rachen, Speiseröhre und oberem Gastrointestinaltrakt die aufgenommene Flüssigkeitsmenge abschätzt und die sofortige Durstlöschung signalisiert, und eine langsamer reagierende "postabsorptive" Phase, welche analog zum Durstmechanismus auf Blutvolumen und osmotische Zusammensetzung reagiert, und bei ausreichendem Flüssigkeitshaushalt oder gar Flüssigkeitsüberschuss den Durst unterdrückt.

## Durst bei älteren Personen
Das körpereigene Durstgefühl nimmt ab dem 50. Lebensjahr mit zunehmendem Alter ab. Dadurch entsteht ein höheres Risiko für Dehydratation. Mehrere Studien haben gezeigt, dass ältere Menschen niedrigere Gesamtwasserfassungen als jüngere Erwachsene haben, und dies sei besonders bei Frauen der Fall.

## Durstgefühl
Der Begriff Durstgefühl ist ein Pleonasmus, der verdeutlichen soll, dass ein Gefühl gemeint ist, dem nicht zwingend die Handlung des Trinkens folgt. Das Fehlen des Durstgefühls wird als Adipsie bezeichnet. Ein gesteigertes Durstgefühl wird als Polydipsie bezeichnet.
1999 wurde das Kunstwort sitt erfunden, das analog zu satt den gestillten Durst bezeichnen sollte. Es hat sich im allgemeinen Sprachgebrauch aber nicht durchgesetzt.